# Grön tigerfink
Grön tigerfink (Sporaeginthus formosus) är en hotad fågel i familjen astrilder som enbart förekommer i Indien.

## Utseende och läten
Grön tigerfink är en liten (10 cm) grön och gul astrild med svartbandade flanker och rödaktig näbb. Honor är mattare i färgerna och flankerna är endast diffust bandade. Sången är ljus och melodisk med en utdragen avslutande drill, medan det bland lätena hörs svaga "seee" och "swee".

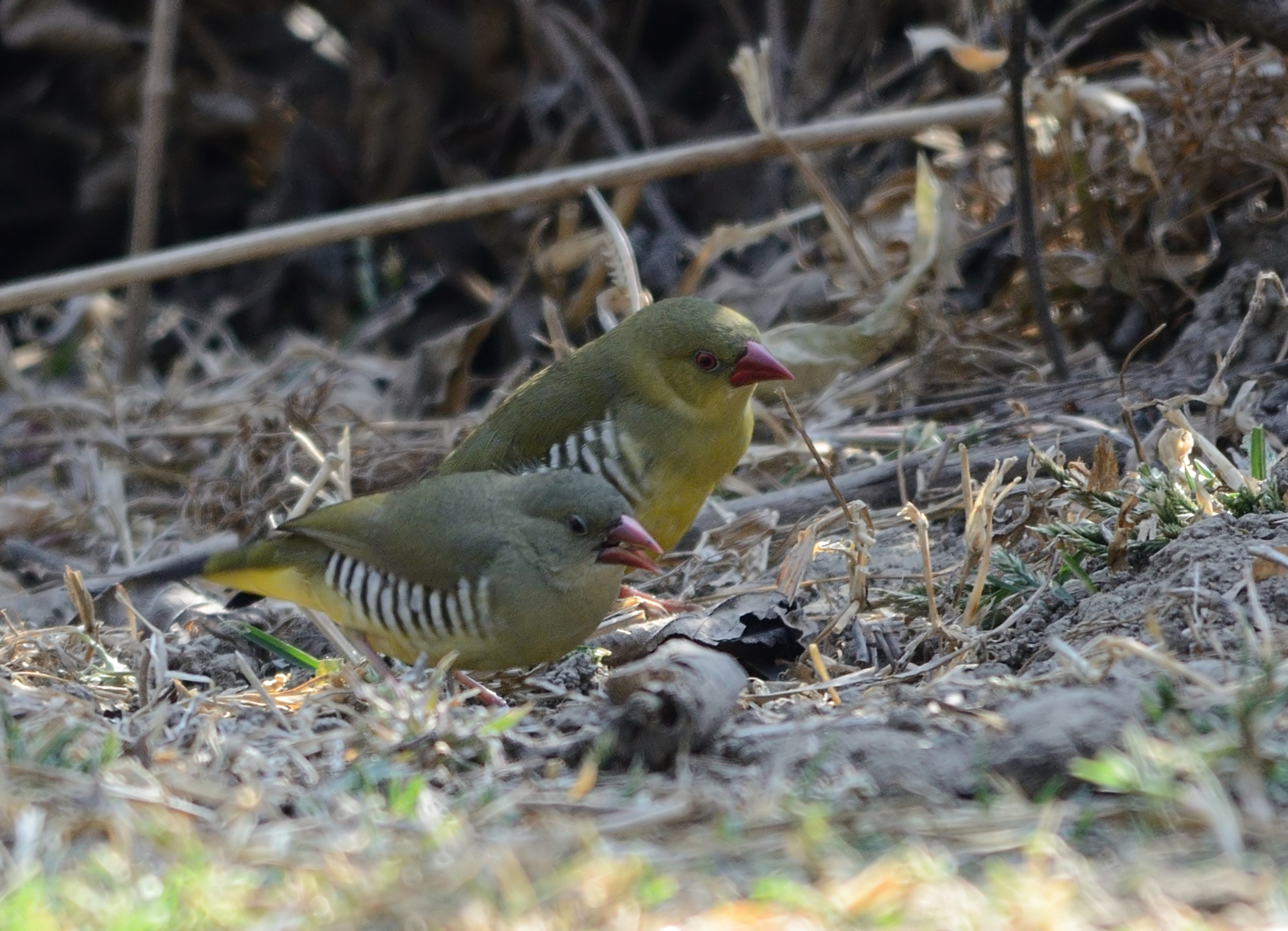
Par.

## Utbredning och systematik
Grön tigerfink förekommer lokalt i gräs- och buskmark på indiska halvön. Den behandlas som monotypisk, det vill säga att den inte delas in i några underarter.

### Släktestillhörighet
Grön tigerfink placerades tidigare ofta i släktet Sporaeginthus men förs numera vanligen till Amandava.

## Status
IUCN kategoriserar arten som sårbar (VU).